# 重慶市語言文字工作委員會
重庆市语言文字工作委员会，簡稱重庆市語委，主管重庆市的語言文字工作。2016年副主任是周旭（兼重庆市教委主任）。。